# L'invasione delle tenebre
L'invasione delle tenebre (Down - Floodgate) è l'ottavo romanzo di Glenn Cooper, ultimo capitolo della trilogia Dannati
, pubblicato per la prima volta nel 2015 negli Stati Uniti d'America, in Gran Bretagna ed in Italia.
Il libro è stato tradotto in francese, spagnolo e italiano.

## Trama
I varchi che mettono in comunicazione il nostro mondo con l'Inferno sono rimasti aperti e sono instabili, rischiano di ingrandirsi e forse le due dimensioni potrebbero fondersi irrimediabilmente. Solo un uomo può porre fine a tutto ciò: è lo scienziato Paul Loomis, mentore di Emily Loughty. Purtroppo si trova all'Inferno per aver ucciso la moglie.
Per questa ragione Emily e John Camp, accompagnati da addestratissimi soldati della SAS, dovranno scendere per la terza volta negli Inferi: la loro missione è trovare Loomis.
Intanto Londra è una città fantasma, surreale, evacuata a causa delle migliaia di dannati che vi si riversano dall'altro mondo, seminando terrore e morte.
Dopo innumerevoli vicissitudini, che vedono sulla Terra Enrico VIII ospite della regina Elisabetta e nell'Aldilà la costruzione di Kalashnikov AK-47 con le limitate risorse disponibili, John Camp e compagni riescono a salvare alcuni dei "viventi" intrappolati all'Inferno, mentre Loomis ed Emily, rientrati a "casa" chiuderanno per sempre le porte interdimensionali.
Purtroppo la tragedia incombe inaspettata. Nel bel mezzo dei festeggiamenti il direttore del MAAC Anthony Trotter, dimostratosi all'Inferno un corrotto e spietato doppiogiochista, spara a John durante una colluttazione. Emily, disperata, spara a sua volta a Trotter e si suicida.
John Camp ed Emily Loughty si ritroveranno all'Inferno, stavolta per sempre, ma insieme.

## Edizioni in italiano
- Glenn Cooper, L'invasione delle tenebre, traduzione di Monica Bottini, Nord, 2015, pp. 395, ISBN 978-88-429-2467-8.
- Glenn Cooper, L'invasione delle tenebre: romanzo, traduzione di Monica Bottini, Milano: TEA, 2016
- Glenn Cooper, La trilogia di Dannati: dannati; la porta delle tenebre; l'invasione delle tenebre, Milano: TEA, 2018